# Chiến lược gia
Chiến lược gia hay nhà chiến lược là các nhà quản trị chuyên hoạch định và thực hiện việc quản trị chiến lược, các chiến lược. Những người này chịu trách nhiệm cao nhất về sự thành bại của một tổ chức, đặc biệt một doanh nghiệp.
Các chiến lược gia có thể đảm nhận nhiều vai trò khác nhau trong việc quản trị hay quản lý công ty, tổ chức. Chiến lược gia giỏi cần có tầm nhìn tốt. Họ cũng cần có tri thức tổng hợp nhiều mặt, thay vì chỉ có tri thức về quản trị. Chiến lược gia giỏi cũng cần biết giải quyết hài hòa các mục tiêu, hóa giải các mâu thuẫn của quá trình phát triển.